# Naturschutzgebiet Diepeschrather Wald
Das Naturschutzgebiet Diepeschrather Wald erstreckt sich zwischen den Stadtteilen Katterbach und Paffrath von Bergisch Gladbach. Es grenzt westlich (im Uhrzeigersinn) an die Waldsiedlung Heidgen und die Katterbacher Straße, nördlich an die Badstraße (Waldweg), östlich an den Herkenfelder Weg und südlich an das Einzelgebäude Neudiepeschrath, wo der von Norden kommende Weidenbach durch das Gelände fließt.
Der Siedlungsbereich Diepeschrath (Diepeschrather Mühle) liegt südlich außerhalb des Naturschutzgebiets.

## Vegetation
Das Schutzgebiet ist geprägt durch Waldbestände mit Laubmischwald, Auen- und Bruchwälder sowie durch Quellsümpfe mit stark wechselnder Feuchte und unterschiedlichen Nährstoffverhältnissen.
Der Naturschutz dient insbesondere
- der Erhaltung und Sicherung der Fließgewässer,
- der Sicherung der Funktion als Biotopverbundfläche,
- der Erhaltung und Sicherung des Lebensraums für seltene Pflanzen und Tierarten, wie zum Beispiel Orchideen, Geophyten und Amphibien,
- Erhaltung und Sicherung des Wasserhaushalts in den Feuchtbereichen,
- Erhaltung und Entwicklung strukturreicher, laubholzdominierter und standortgerechter Waldgesellschaften,
- Erhaltung und Entwicklung der Nass- und Feuchtbereiche und der Bruchwälder.[2]